# 48480 Falk
48480 Falk este un asteroid din centura principală de asteroizi.

## Descriere
48480 Falk este un asteroid din centura principală de asteroizi. A fost descoperit pe 28 decembrie 1991 la Tautenburg de Freimut Börngen. El prezintă o orbită caracterizată de o semiaxă mare de 3,18 ua, o excentricitate de 0,17 și o înclinație de 8,5° în raport cu ecliptica.